# Bridoré
Bridoré ist eine Gemeinde im französischen Département Indre-et-Loire in der Region Centre-Val de Loire. Sie gehört zum Kanton Loches im gleichnamigen Arrondissement. Sie grenzt an Verneuil-sur-Indre, Saint-Hippolyte und Fléré-la-Rivière.
Der nächste Bahnhof befindet sich in Fléré-la-Rivière an der Regionallinie der TER Centre von Châteauroux nach Tours.

## Bevölkerungsentwicklung
| Jahr      | 1962 | 1968 | 1975 | 1982 | 1990 | 1999 | 2008 | 2015 |
| --------- | ---- | ---- | ---- | ---- | ---- | ---- | ---- | ---- |
| Einwohner | 370  | 373  | 363  | 426  | 461  | 476  | 518  | 531  |

## Sehenswürdigkeiten
- Schloss von Bridoré, Monument historique

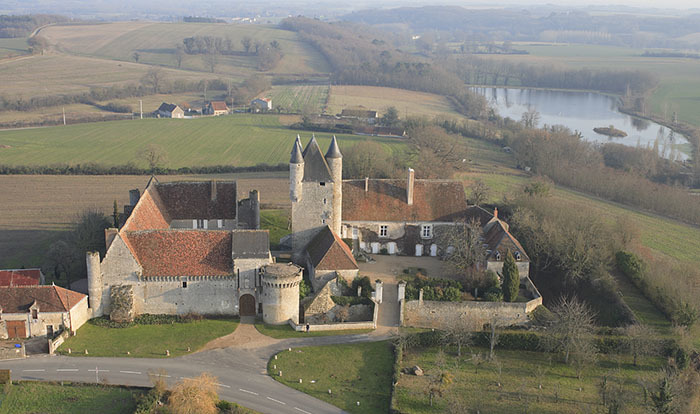
Schloss von Bridoré

- Kirche Saint-Roch